# 阿尔科利亚林
阿尔科利亚林，是西班牙埃斯特雷马杜拉卡塞雷斯省的一个市镇。总面积80平方公里，总人口329人（2001年），人口密度4人/平方公里。